# Rio Băbușa
O Rio Băbuşa é um rio da Romênia afluente do rio Bârlad, localizado no distrito de Vaslui.